# 42516 Ойстрах
42516 Ойстрах (42516 Oistrach) — астероїд головного поясу, відкритий 11 листопада 1993 року.
Тіссеранів параметр щодо Юпітера — 3,275.
Названо на честь радянського скрипаля, диригента, народного артиста СРСР Ойстраха Давида Федоровича.